# Petrus Montanus (humanist)
Petrus Montanus ('s-Heerenberg, 1468 - Alkmaar, 1507) of Peter van den Bergh was een Nederlandse humanist en Latijns dichter.

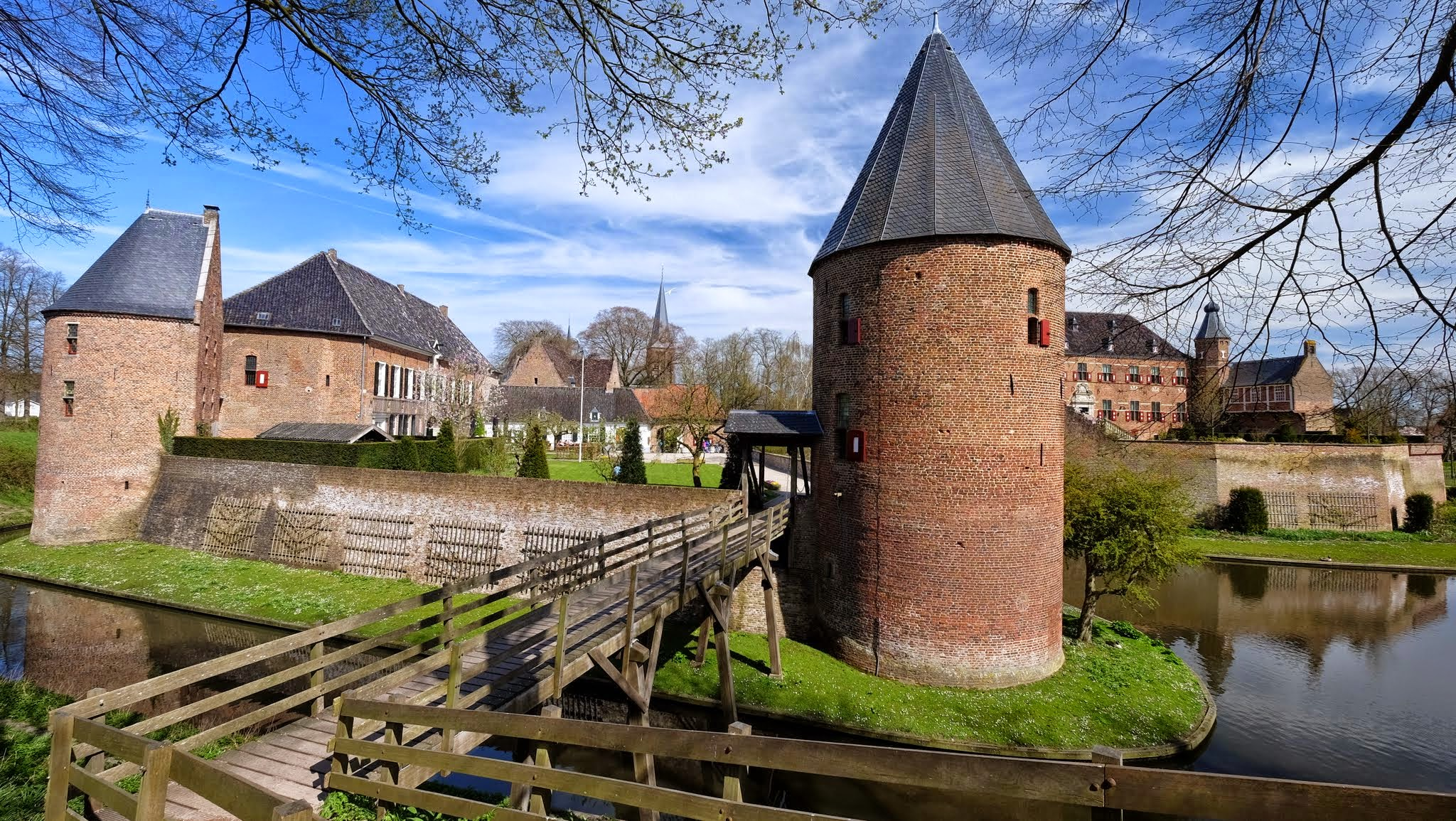
kasteel van 's-Heerenberg

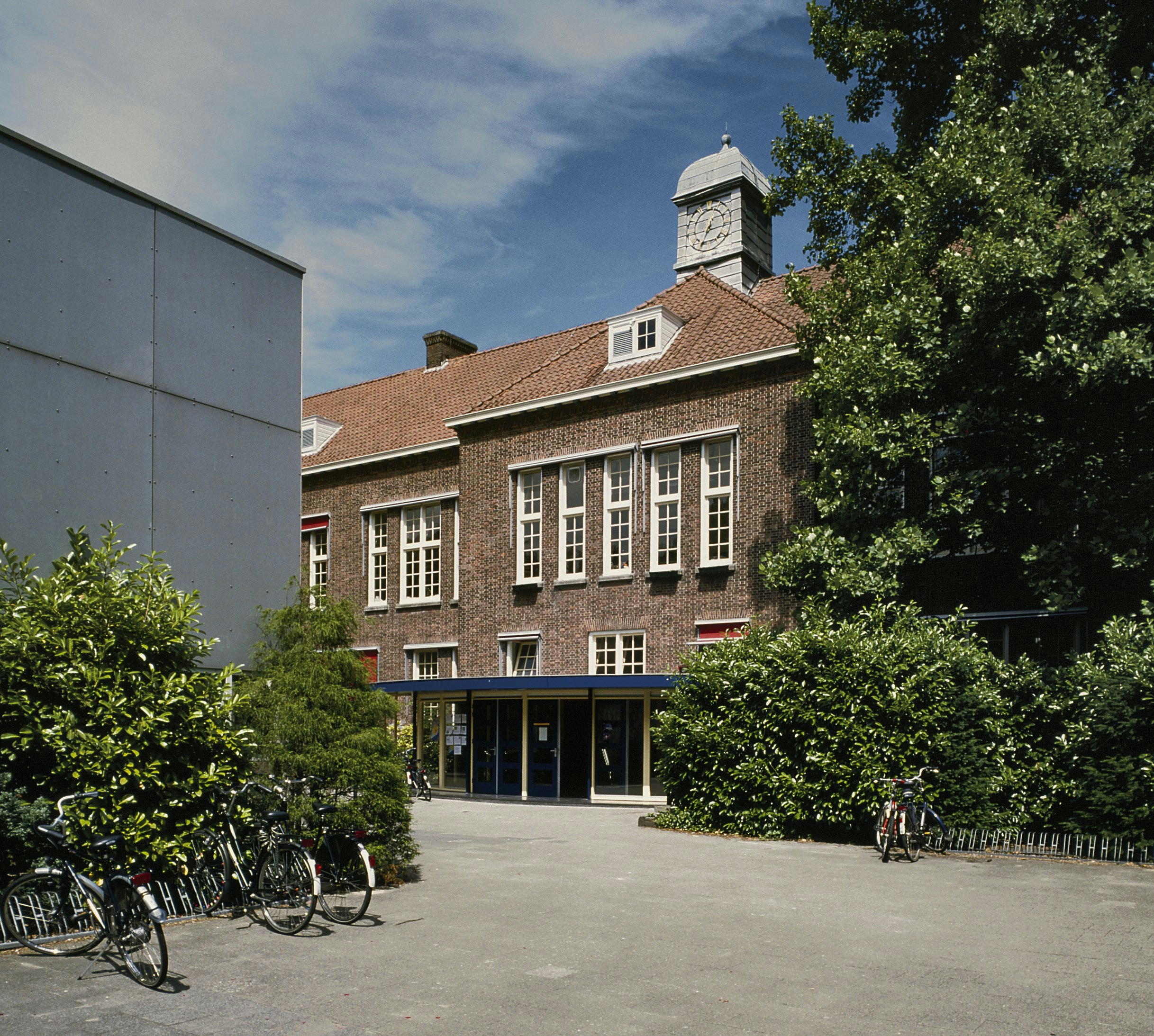
De Latijnse school van Amersfoort werd later het Stedelijk Gymnasium

## Levensloop
Petrus Montanus werd geboren op het kasteel van 's-Heerenberg, in de familie van den Bergh. Hij studeerde zowel Latijn als Grieks bij Alexander Hegius in de Latijnse school van Deventer. Nadien behaalde hij in Keulen de graad van doctor in de Artes (Wijsbegeerte en Letteren). Zijn thesis ging over Plato. Hierna onderwees hij Latijnse literatuur (bonas literas: de goede letteren) in Nijmegen, Alkmaar en Zwolle. Hij had een brede wetenschappelijke kennis en las kennelijk Italiaanse teksten. Van 1500 tot zijn overlijden in 1507 was hij rector van de Latijnse school in Amersfoort. Het is niet zeker of hij in Amersfoort verbleef; mogelijk verbleef hij in Alkmaar. Hij correspondeerde met Erasmus.

## Werken
Zijn bekendste werk en ook het enige werk van hem dat intact bewaard is, is de Satyrae. In een 10-tal Satyrae beschrijft hij op ironische en scherpe wijze de volgende onderwerpen in versvorm:
- De Poetis: over dichters
- De Medicis: over artsen
- De Principibus: over vorsten
- De Vita Beata: over een gelukzalig leven.

Van zijn filosofisch werk Adagia zijn slechts citaten bekend. Van zijn andere geschriften is niets bewaard gebleven.
- Bibliothèque nationale de France: cb10721236k (data)
- Gemeinsame Normdatei: 1055537228
- International Standard Name Identifier: 0000 0003 8946 6407
- Nederlandse Thesaurus van Auteursnamen: 069866856
- Virtual International Authority File: 282881168
- WorldCat: E39PBJxhtgMhcgcvXDCTCG89jC